# Jan Rokosz
Jan Mikołaj Rokosz (ur. 2 grudnia 1958 w Stróży) – polski duchowny katolicki, generał zgromadzenia marianów w latach 2005–2011.
Wcześniej pełnił funkcje prowincjała Prowincji Polskiej oraz dyrektora Wydawnictwa Księży Marianów. Do zgromadzenia wstąpił w 1977; pierwszą profesję zakonną złożył w 1980, zaś śluby wieczyste – w 1984. Święcenia kapłańskie otrzymał w 1985 z rąk bp. Jana Śrutwy. Zainicjował wydawanie przez marianów polskiej wersji pisma „Słowo Wśród Nas”.